# サン・フアン＝ラヴェンティル地域自治体
サン・フアン＝ラヴェンティル地域自治体(英語：San Juan-Laventille Regional Corporation)は、トリニダード・トバゴ北西部の地域自治体。
2011年の人口は15万7258人。
中心都市はラヴェンティル。

## 人口
- 2000年5月15日：15万7295人
- 2011年1月9日：15万7258人

## 隣接州
- 北：カリブ海
- 東： トゥナプナ＝ピアコ地域自治体
- 南： チャグアナス行政区
- 南西：パリア湾（英語版）
- 西： ポート・オブ・スペイン市
- 北西： ディエゴ・マーティン行政区

## 行政区画
- サン・フアン（英語版）
- 聖ジョゼフ（英語版）
- バラタリア（英語版）
- モーヴァント（英語版）
- ラヴェンティル（英語版）：中心都市